# 北見モイワスポーツワールド

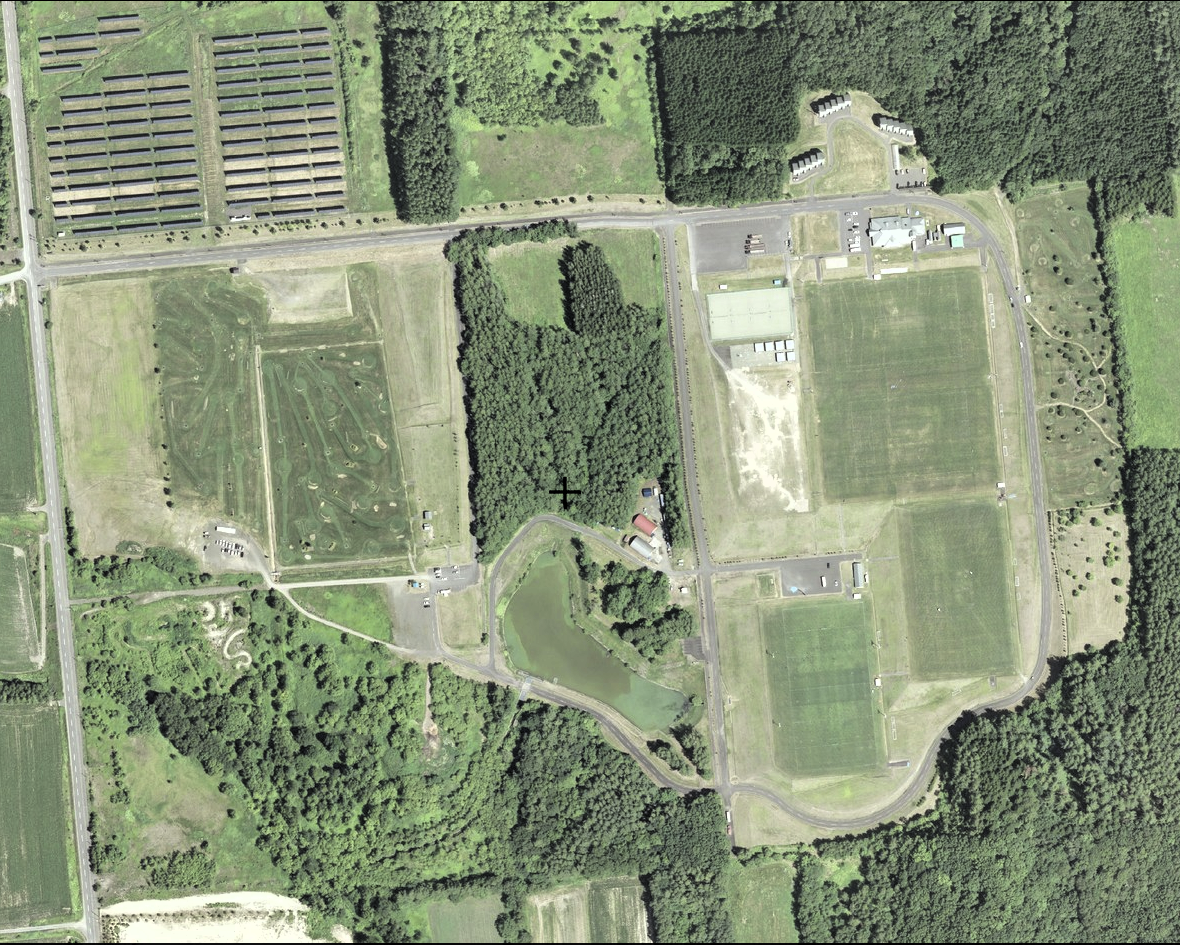
空中写真

北見モイワスポーツワールド（きたみモイワスポーツワールド）は、北海道北見市にある屋外スポーツ施設。

## 概要
北見市の「スポートピア構想推進計画」の拠点施設として1993年（平成5年）藻岩山山麓にオープンした。ラグビーを中心に合宿で利用されることが多い。また、北海道サッカーリーグ道東ブロックリーグでも利用している。

## 施設
センターハウス
- 建築面積：801.90 m²[4]
- 事務室、大研修室（定員100名）、小研修室（定員50名）、大浴場[4]
- レストラン「藻岩」（定員60名）、ロビー、ラウンジ、フロント、売店、自動販売機[4]
- バーベキューハウス

コテージ
- 3棟（5戸/1棟）計15戸[5]
  - Aタイプ（定員7名）風呂・トイレ付[5]
  - Bタイプ（定員8名）トイレ付[5]
  - Cタイプ（定員10名）トイレ付[5]

球技場
- 利用期間（5月上旬から体育の日まで）[6]
- 面積：60,438 m²（15,000 m²/1面）[6]
- サッカー・ラグビー兼用コート4面（芝生）※D面に夜間照明あり[6]

庭球場
- 利用期間（5月上旬から10月末まで）[7]
- 面積：2,880 m²（420 m²/1面）[7]
- 全天候型オムニコート4面[7]

パークゴルフ場
- 利用期間（5月1日から10月31日まで）[8]
- コース（全54コース）[8]
  - ライラックコース（18コース）※日本パークゴルフ協会公認コース[8][9]
  - イチイコース（18コース）[8]
  - シラカバコース（18コース）[8]
- 冬期間特設（12月上旬から3月末まで）
  - 雪上パークゴルフ場（18コース）[8]

レストハウス
クロスカントリースキー専用コース
- 積雪期特設
- 1周約3 km圧雪トラック整備

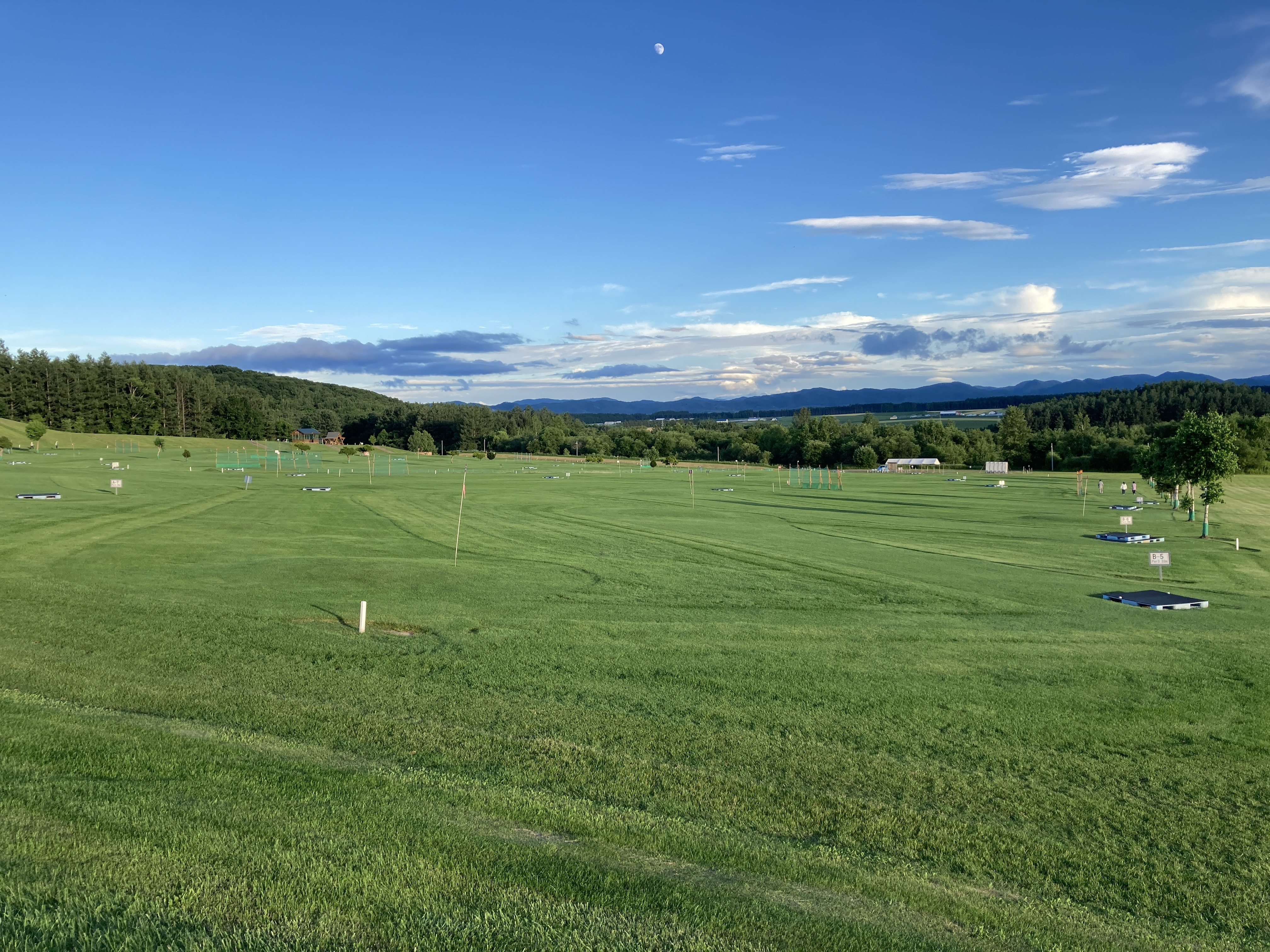
パークゴルフ場（シラカバコース・ライラックコース）

## 参考資料
- “北見モイワスポーツワールド” (PDF). 北見都市施設管理公社. 2015年6月17日閲覧。
- “北見モイワスポーツワールド条例”.   北見市. 2015年6月17日閲覧。
- “北見モイワスポーツワールド管理規則”.   北見市. 2015年6月17日閲覧。